# Michel Dighneef
Michel Dighneef (Tilleur, 20 september 1936 – aldaar, 5 december 2017) was een Belgisch senator en volksvertegenwoordiger.

## Levensloop
Van 1948 tot 1961 was Dighneef voetballer bij Tilleur FC en speelde hij 56 wedstrijden in eerste klasse. Na zijn voetbalcarrière werd hij bediende en later secretaris-generaal bij de Socialistische Mutualiteiten en baas van de Pharmacies du Peuple.
Hij werd bovendien politiek actief bij de PS. Van 1991 tot 1995 was hij voor de partij provinciaal senator van de provincie Luik en van 1995 tot 1999 was hij lid van de Kamer van volksvertegenwoordigers voor het arrondissement Luik. Bovendien was hij voorzitter van de PS-federatie van het arrondissement Luik.
Hij overleed op 81-jarige leeftijd.